# Werner de Merode

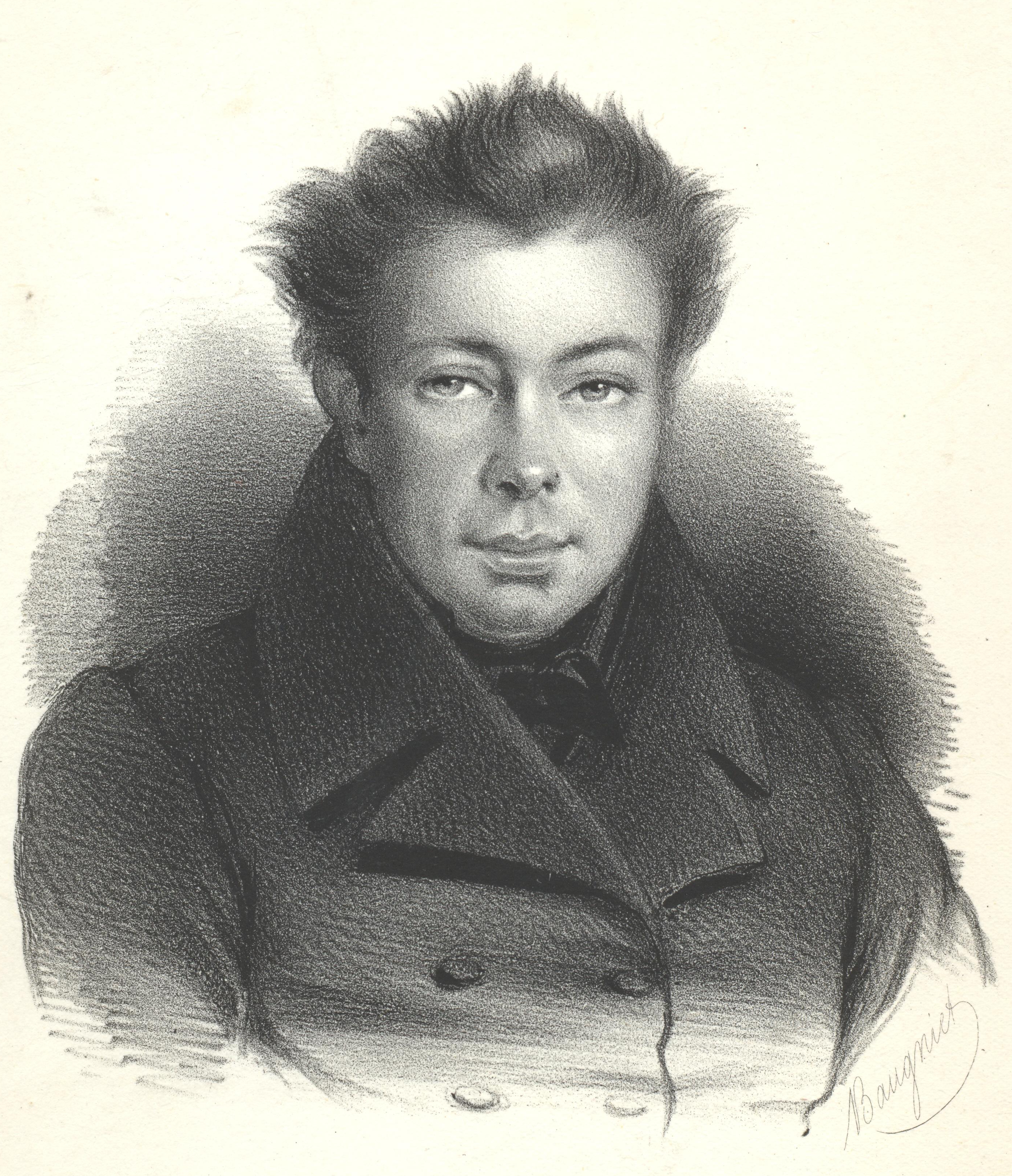
Werner de Merode

Graaf Werner Jean-Baptiste Ghislain de Merode (Brunswijk, 24 juni 1797 - Everberg, 2 augustus 1840) was lid van het Belgisch Nationaal Congres, volksvertegenwoordiger en burgemeester.

## Levensloop
Werner de Merode was de jongste zoon van graaf Willem van Merode (1762-1830) en was een broer van Félix de Merode. Hij hield er dezelfde negatieve ideeën op na als zijn broers Félix en Frédéric ten overstaan van het Verenigd Koninkrijk der Nederlanden.
Tijdens de Belgische Revolutie werd hij in oktober 1830 verkozen tot lid van het Nationaal Congres voor het arrondissement Zinnik. Hij deed maar één tussenkomst in de openbare zittingen, namelijk einde november, toen hij vroeg om in de Sint-Goedelekerk een Mis te laten opdragen voor de gesneuvelden van de revolutie, onder wie zich zijn broer Frédéric de Merode bevond. Voorstel dat eenparig werd bijgetreden. Bij de stemmingen behoorde de Merode telkens tot de meerderheid: voor de onafhankelijkheid, voor de eeuwigdurende uitsluiting van de Nassaus, voor de hertog van Nemours als staatshoofd, voor Leopold van Saksen Coburg als staatshoofd en ten slotte voor de aanvaarding ven het Verdrag der XVIII artikelen. De enige stemming waar hij niet aan deelnam was die voor een regent. Aangezien ook de naam van zijn broer vernoemd werd, en hij noch voor noch tegen hem wenste te stemmen, bleef hij afwezig.
In 1831 werd hij verkozen voor het eerste parlement als volksvertegenwoordiger en vervulde dit mandaat tot aan zijn dood.
Hij was ook burgemeester van Everberg en werd, pas 43, door een beroerte getroffen toen hij, na de jaarlijkse processie, de parochiekerk verliet.

### Huwelijk en kinderen
Graaf Werner de Merode trouwde in 1818 met gravin Victoire de Spangen Uyternesse (1799-1845) en ze hadden zeven kinderen, die na zijn dood in het huwelijk traden met leden van de hoge Belgische of Franse adel en die zorgden voor een reeks nakomelingen.
- Louise Caroline Ghislaine de Merode (1819-1868), trouwde met Charles-Emmanuel dal Pozzo, prins van Cisterna (1787-1864)
- Louis de Merode (1821-1876), Belgisch senator, trouwde met Anne de Rochechouart-Mortemart (1833-1921)
  - Amaury Werner de Merode (1855-1914), Belgisch senator, grootmeester van het Huis van de koningin, trouwde met Pauline de la Rochefoucauld (1859-1928)
    - Louis de Merode (1882-1949), prins geworden in 1930, voorzitter van de Vereniging van de Belgische Adel, trouwde met Elisabeth De Moustier (1892-1983)
      - Werner de Merode (1914-1995), ambassadeur van België, trouwde met Mathilde Rolin (1925-2005)
        - Louis de Merode (1948) trouwde met Barbara Gordon (1949) en in tweede huwelijk met Janet Stockard (1949)
          - Werner de Merode (1983), licentiaat in internationale betrekkingen

  - Jean de Merode (1864-1933), prins geworden in 1930, grootmaarschalk van het Hof, trouwde met prinses Marie-Louise de Bauffremont Courtenay (1874-1955)
    - Amaury de Merode (1902-1980), grootmaarschalk van het Hof, voorzitter van de Vereniging van de Belgische adel, trouwde met prinses Marie-Claire de Croÿ (1907-2000)
      - Jean de Merode (1927- ), bewoner van het Merodekasteel in Everberg, trouwde met Hélène des Roys (1932) en in tweede huwelijk met Jacqueline Codet (1932)
        - Amaury de Merode (1955) trouwde met Nathalie Gillion Crowet (1964)
          - Aurèle de Merode (1991)

        - Maximilien de Merode (1957) trouwde met Constance du Chastel de Howarderie (1963)
          - Jacques de Merode(1993)

    - Frederic de Merode (1911-1958), voorzitter van het Belgische Rode Kruis, trouwde met Amelie de Tulle de Villefranche (1911-2006)
      - Alexandre de Merode (1934-2002), was ondervoorzitter van het Internationaal Olympisch Comité, voorzitter van het medisch comité van het Internationaal olympisch comité, voorzitter van de Koninklijke vereniging van historische woonsteden en tuinen
- Theresia de Merode (1823-1901) trouwde in 1843 met Werner de Merode (1816-1905), Frans senator. Hij was de zoon van haar oom Felix de Merode
- Françoise de Merode (1825-1885) trouwde met Lionel de Moustier (1816-1905), Frans senator en minister van Buitenlandse Zaken.
- Amaury de Merode (1827-1884)
- Antoinette Ghislaine (1828-1864), trouwde met Charles III Grimaldi, Prins van Monaco (1818-1889)
- Marie Ghislaine de Merode (1830-1892) trouwde met hertog Antoine van Arenberg (1826-1910).